# Curved Air
Curved Air es un grupo británico de rock progresivo que fusiona elementos del rock con la música minimalista y sonidos electrónicos provenientes de sintetizadores.

## Historia
Curved Air surgió en marzo de 1970 cuando la cantante, guitarrista y actriz Sonja Kristina decidió formar un grupo junto con Darryl Way (violín), Robert Martin (bajo), Florian Pilkington Miksa (batería) y Francis Monkman (teclados). De hecho, Sonja Kristina había editado un sencillo titulado "Let The Sunshine In"/"Frank Mills" en 1968 y había formado parte del musical Hair; a su vez, los integrantes de Curved Air habían formado anteriormente el grupo Sisyphus. El nombre "Curved Air" se inspiró en el álbum A Rainbow In Curved Air, compuesto, grabado y publicado por Terry Riley en 1967.
Luego de firmar un contrato con Warner, Curved Air grabó su primer álbum titulado Airconditioning, el cual fue publicado en noviembre de 1970. Dicho álbum llegó al puesto 8 en las listas del Reino Unido. A comienzos de 1971, el sencillo "It Happened Today"/"Vivaldi"/"What Happens When You Blow Yourself Up" no tuvo el éxito esperado. Al poco tiempo, Robert Martin fue reemplazado por Ian Eyre. En dicho año, Curved Air dio a conocer su único sencillo exitoso: "Back Street Luv"/"Everdance", el cual llegó al puesto 4 en el Reino Unido. Dichas canciones formaron parte de Second Album, el cual llegó al puesto 11 en dicho país en 1971.
Mike Wedgwood reemplazó a Ian Eyre en enero de 1972. Aquel año, la nueva formación de Curved Air grabó y publicó el álbum Phantasmagoria, el cual sería el último trabajo de la banda en llegar a los primeros puestos de las listas británicas, en este caso, a la ubicación número 20. Posteriormente, Florian Pilkington Miksa abandonó Curved Air para integrar la banda de Kiki Dee, mientras que Darryl Way formó el grupo Darryl Way's Wolf. A su vez, Sonja Kristina y Mike Wedgwood volvieron a formar Curved Air junto al violinista Eddie Jobson, el baterista Jim Russell y el guitarrista Kirby Gregory. Dicha formación grabó el álbum Air Cut, publicado en 1973. En julio de dicho año, Eddie Jobson reemplazó a Brian Eno en Roxy Music, mientras que Kirby Gregory y Jim Russell formaron el grupo Stretch.
En septiembre de 1974, Curved Air estaba conformado por Sonja Kristina, Darryl Way, Florian Pilkington Miksa, Francis Monkman y el bajista Phil Kohn, quienes grabaron un álbum en vivo, titulado Curved Air Live y publicado por Deram, aunque Florian Pilkington Miksa y Francis Monkman volvieron a alejarse de la banda para continuar sus carreras solistas. Sin embargo, Sonja Kristina, Phil Kohn y Darryl Way decidieron continuar con Curved Air y contrataron al guitarrista Mick Jacques y al baterista Stewart Copeland para realizar una nueva gira por el Reino Unido. Sin embargo, Phil Kohn fue reemplazado por John Perry y grabaron un nuevo álbum, titulado Midnight Wire y publicado por BTM a fines de 1975.
Al poco tiempo, John Perry decide unirse a Quantum Jump y fue reemplazado por Tony Reeves. Esta nueva formación de Curved Air grabó Airborne, publicado por BTM en 1976. Luego de la publicación de los sencillos "Desiree"/"Kids to Blame" y "Baby, Please Don't Go"/"Broken Lady", Darryl Way fue reemplazado por Alex Richman, aunque en diciembre de 1976, los integrantes de Curved Air decidieron formar carreras solistas. De hecho, Sonja Kristina formó Sonja Kristina's Escape y Stewart Copeland formó Strontium 90 y The Police. 
En 1984, Darryl Way y Sonja Kristina editaron el sencillo "Renegade"/"We're Only Humans" con el nombre de Curved Air. En 1990, Sonja Kristina, Florian Pilkington Miksa, Francis Monkman y Darryl Way decidieron reunirse con el nombre de Curved Air y publicar el álbum Lovechild, el cual fue grabado entre 1972 y 1973. En 1995, se publicó Live at The BBC, que incluía grabaciones realizadas en dicha emisora desde 1970 hasta 1976. En 2000, se dio a conocer el álbum en vivo Alive 1990, con el bajista Rob Martin como músico invitado. En 2008,se publicó Reborn, aunque solo conformaron Curved Air Sonja Kristina, Florian Pilkington Miksa y Darry Way. En 2009, Curved Air es formado de nuevo, en este caso por Sonja Kristina (voces y guitarra acústica), Kit Morgan (guitarra), Florian Pilkington Miksa (batería), Chris Harris (guitarra y bajo), Paul Sax (violín) y Robert Norton (teclados). En 2010, se publicó el compilado Retrospective. Su más reciente álbum se titula Live Atmosphere, publicado en 2012. Actualmente, Curved Air está formado por Sonja Kristina (voces y  guitarra acústica), Kirby Gregory (guitarra), Paul Sax (violín), Florian Pilkington Miksa (batería), Chris Harris (guitarra y bajo) y Robert Norton (teclados).

## Discografía
Álbumes de estudio
- Airconditioning (1970)
- Second Album (1971)
- Phantasmagoria (1972)
- Air Cut (1973)
- Curved Air Live (1975)
- Midnight Wire (1975)
- Airborne (1976)
- North Star (2014)
- Curved Air Family Album (2019)

Otros álbumes
- Lovechild (1990)
- Live at The BBC (1995)
- Alive 1990 (2000)
- Reborn (2008)
- Retrospective (2010)
- Live Atmosphere (2012)
- The Albums 1970–1973 (2021)